# Бродвей (линия Астория, Би-эм-ти)
|   |   |   |   |   |
| · | · | · | · | · |

|   |   |   |   |   |
| · | · | · | · | · |

«Бродвей» (англ. Broadway) — станция Нью-Йоркского метрополитена, расположенная на линии Астория, Би-эм-ти. Станция находится в Куинсе, в округе Астория, на пересечении Бродвея с 31-й улицей. Выход со станции приводит к этому перекрестку. На станции останавливаются маршруты N (круглосуточно) и W (в будни днём и вечером до 23:00).

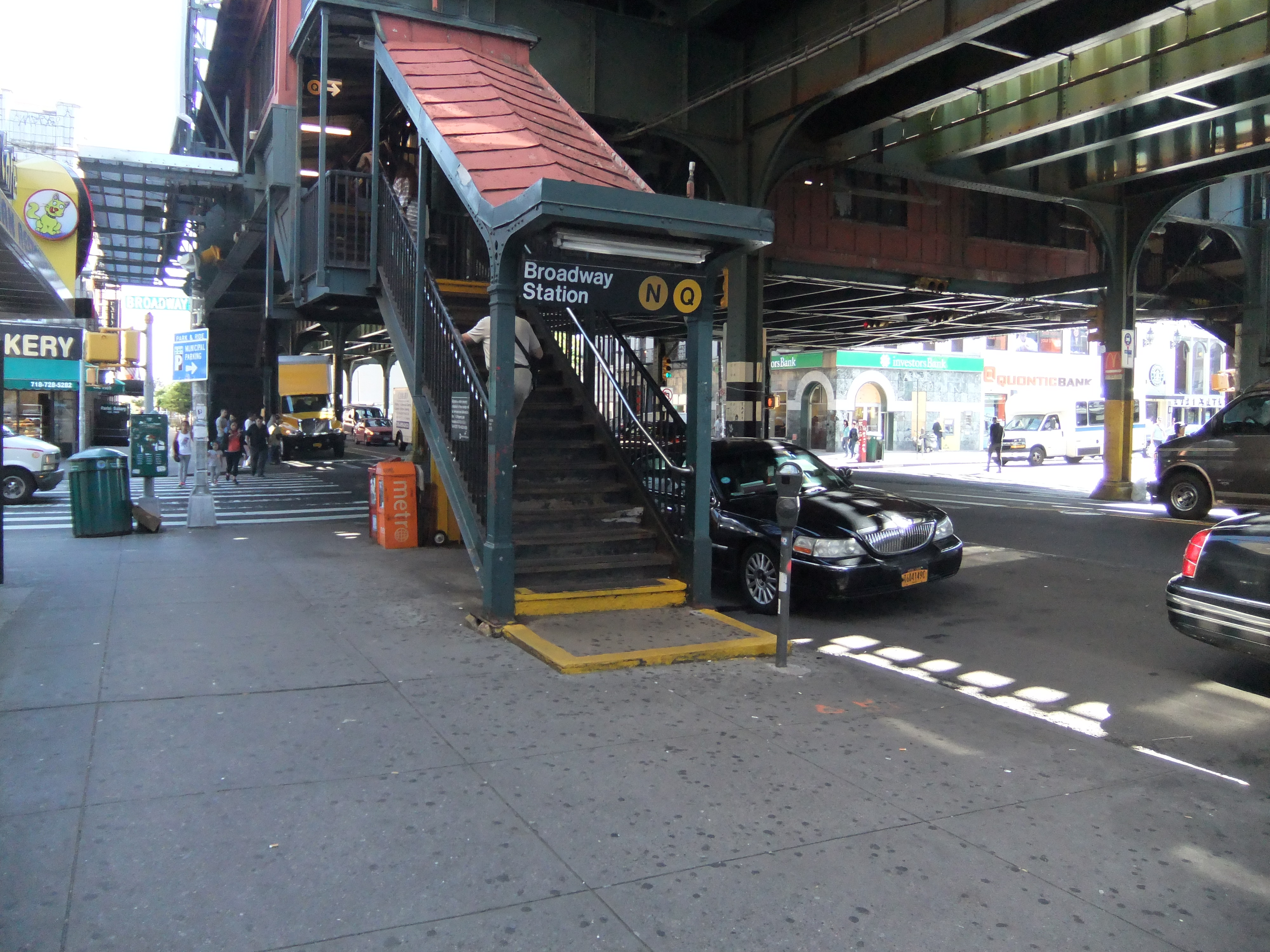
Юго-западный выход со станции

Станция эстакадная, расположена на трехпутном участке линии. Представлена двумя боковыми платформами, которые обслуживают только внешние (локальные) пути. Экспресс-путь сейчас не используется для маршрутного движения поездов. Западная платформа (на Манхэттен) огорожена высоким бежевым забором, восточная — только невысоким черным забором, в центре платформ расположены навесы и колонны. Название станции представлено в виде черной таблички с белой надписью.
До 1949 года часть BMT Astoria Line использовалась двумя компаниями — IRT и BMT, равно как и IRT Flushing Line. Некоторое время станция даже была разделена на две части, на одной из которых останавливались поезда IRT, на другой — BMT. Этот режим работы был характерен для всех станций «двойного использования».